# ヤーコプ・ミヒャエル・ラインホルト・レンツ
ヤーコプ・ミヒャエル・ラインホルト・レンツ（Jakob Michael Reinhold Lenz, 1751年1月23日 ユリウス暦1月12日 - 1792年6月4日 ユリウス暦5月2日）は、シュトゥルム・ウント・ドラング運動に関わったバルト・ドイツ人著作家（詩人、劇作家）。

## 生涯
レンツはリヴォニアのゼスヴェーゲン（現ラトビアのツェスヴァイネ Cesvaine）に、キリスト教敬虔主義の牧師ダーフィト・レンツ（1720年 - 1798年）の息子として生まれた。1760年、レンツ9歳の時、家族はドルパートに移った。15歳で最初の詩を発表。1768年から1770年まで、最初はドルパートで、続いてケーニヒスベルクで神学を学んだ。ケーニヒスベルクではイマヌエル・カントの講義に出席し、ジャン＝ジャック・ルソーを読むことを勧められた。それから次第に文学への興味が増し、神学の勉強はおろそかになっていった。1769年に長詩『Die Landplagen』を出版。音楽も学び、（おそらく）ウクライナ人ヴィルトゥオーソ・リュート奏者ティモフェイ・ベログラツキーと、ケーニヒスベルクに行ってからはその弟子ヨハン・フリードリヒ・ライヒャルトの指導を受けた。
1771年、レンツはケーニヒスベルクでの勉学を放棄した。父親の意志にさからって、レンツはクーラント出身の男爵で士官候補生として軍歴をスタートさせようとしていたフリードリヒ・ゲオルク・フォン・クライストおよびエルンスト・ニコラウス・フォン・クライスト兄弟の従者となって、ストラスブールに同行した。そこでレンツはアクチュアリーのヨハン・ダニエル・サルツマンと知り合った。サルツマンが開いていたSociété de philosophie et de belles lettres（哲学および美しい文学協会）には、当時その地にいたヨハン・ヴォルフガング・フォン・ゲーテやヨハン・ハインリヒ・ユンク（Johann Heinrich Jung）が入り浸っていて、レンツは知己を得た。レンツはゲーテを崇拝し、ゲーテを通してヨハン・ゴットフリート・ヘルダーやヨハン・カスパー・ラヴァーターとも知り合った。
翌1772年、レンツは主人らとランダウ・イン・デア・プファルツ（de:Landau in der Pfalz）、フォール＝ルイ、ヴィサンブールの駐留地に同行した。レンツはゲーテの昔の愛人フリデリーケ・ブリオンに恋をしたが、その思いは報われなかった。
1773年、レンツはストラスブールに戻って勉強を再開した。翌年、フォン・クライスト兄弟の元を離れ、フリーランスの著作家、個人教師として生計を立てだした。ゲーテとの関係はより親密なものになった。一緒にエメンディンゲン（de:Emmendingen）を訪問した際には、ゲーテから妹のコルネーリアとその夫ヨハン・ゲオルグ・シュロッサーを紹介された。
1776年4月、レンツはゲーテを追ってヴァイマル宮廷に行った。最初は歓迎されたものの、12月のはじめ、ゲーテの教唆で追い出された。詳細は知られていない。以後レンツとの交際を絶ったゲーテも、日記の中で「Lenzens Eseley（レンツの愚行）」と曖昧に言及しているだけである。
レンツはエメンディンゲンに戻ると、シュロッサー家に身を寄せて、そこからアルザスやスイスに何度も旅をした。1777年5月、チューリッヒのラバターの元を訪ね、6月、コルネリア・シュロッサー（de:Cornelia Schlosser）の死の報せを受け取った。この事件はレンツに大きな影響を及ぼした。レンツはエメンディンゲンに戻って、それからラバターのところに戻った。11月、クリストフ・カウフマンとヴィンタートゥーアに滞在していた時、レンツは妄想型統合失調症の発作に見舞われた。1778年1月、カウフマンはレンツをアルザスのヴァルダースバッハ（fr:Waldersbach）に住む慈善家・社会改革者・聖職者のヨハン・フリードリヒ・オーベルリーンのところに送り、1月20日から2月8日まで滞在した。オーベルリーン夫妻の献身的な看護にかかわらず、レンツの精神状態は悪化していった。レンツはエメンディンゲンのシュロッサー家に戻り、靴職人、さらに森林監督の下に預けられた。
1779年6月、ヘルティンゲン（de:Hertingen im Markgräflerland）にいた弟のカールに引き取られて医者の治療を受けた。それから、父親が教区総監督をしていたリガに連れて行かれた。
リガでは職業として身を立てることができなかった。カテドラル・スクールの監督になろうとする試みはヘルダーが推薦状を断ったため実現しなかった。1780年の2月から9月にはサンクトペテルブルクにいたが、そこでも結果は同じだった。ドルパート近郊で何とか家庭教師の仕事を見つけた。その後、サンクトペテルブルクにしばらく滞在し、1781年9月、レンツはモスクワに行き、歴史家フリードリヒ・ミューラーらについて勉強した。
レンツは家庭教師として働きながら、ロシアのフリーメイソン・作家たちのサークルと交わり、改革主義者の陰謀を手伝った。ロシア史の本をドイツ語に翻訳することもした。しかし、レンツの精神状態は着実に悪化する一方で、最後には、生きる術としてロシアのパトロンたちの慈善にすがるような状態だった。
1792年6月4日（ユリウス暦の5月24日）の早朝、レンツはモスクワの通りで遺体となって発見された。レンツの埋葬場所は知られていない。

## レンツを題材とした作品
ゲオルク・ビューヒナーの中編小説『レンツ』は、レンツのオーベルリーン訪問を扱っている。ビューヒナーはオーベルリーンの手記からこの小説を執筆した。ヴォルフガング・リームの室内オペラ『ヤーコプ・レンツ』は、このビューヒナーの本を基にしたものである。
レンツを題材にした作品では他に、ペーター・シュナイダー（de:Peter Schneider (Schriftsteller)）の『Lenz』（1973年）、ゲルト・ホフマン（de:Gert Hofmann）の『Die Rückkehr des verlorenen J.M.R. Lenz nach Riga』（1984年）がある。また、Marc Buhlの『Der rote Domino』（2002年）はゲーテとレンツの友情とその終焉から着想された推理小説である。

## 代表作
- Die Landplagen（叙事詩、1769年）
- 家庭教師（Der Hofmeister, oder Vorteile der Privaterziehung）（戯曲、1774年） - 1950年にベルトルト・ブレヒトが改訂した。
  - 『家庭教師 ;軍人たち 喜劇』佐藤研一 訳. 鳥影社・ロゴス企画, 2013.2
- Der neue Menoza（戯曲、1774年）
- 演劇覚書（Anmerkungen übers Theater）（随筆、1774年）
- Meinungen eines Laien, den Geistlichen zugeeignet（随筆、1775年）
- Pandaemonium Germanicum（戯曲、1775年執筆、1819年出版）
- 軍人たち（Die Soldaten）（戯曲 市民悲劇、1776年） - ベルント・アロイス・ツィンマーマンのオペラ『兵士たち（軍人たち）』の原作。
- Die Freunde machen den Philosophen（戯曲、1776年）
- Zerbin（中編小説、1776年）
- Der Waldbruder（未完成の小説、死後1882年出版）